# Třídní vědomí

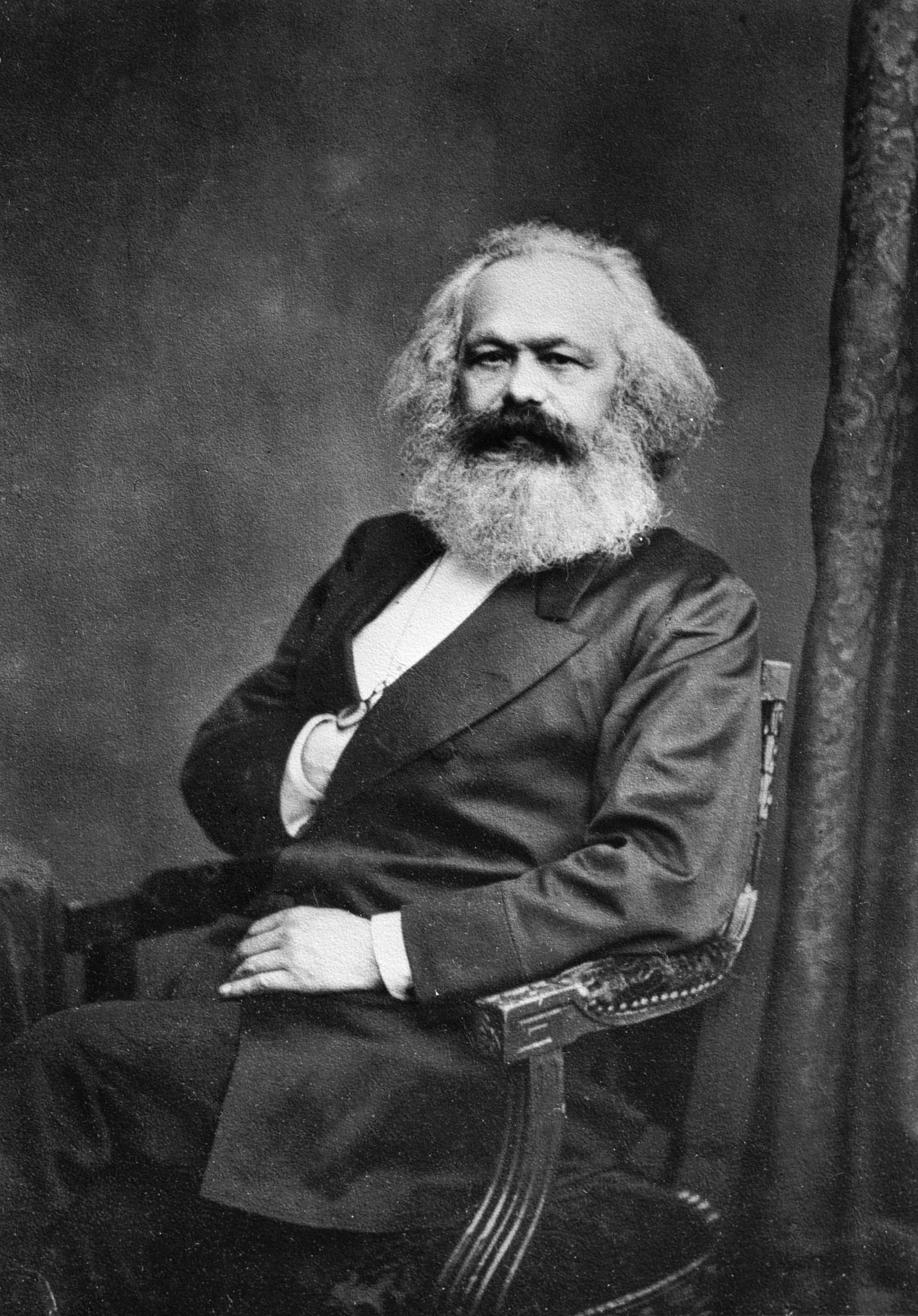
Karl Marx

Třídní vědomí je jeden z ústředních pojmů marxistického filosofického systému, vychází z historického materialismu Karla Marxe.
Jedná se o projev životních a existenčních podmínek třídy, materiálních i duchovních vztahů k jiným společenským třídám. Třídní vědomí je společenský konstrukt, který dává do spojitosti historické postavení třídy a její zájem. Třídní zájem je souhrn všeho, co vychází vstříc prosperitě a moci třídy, a který se zároveň vnucuje i subjektivnímu zájmu jednotlivce.
V marxistické sociologii je třídní vědomí spíše abstraktním konceptem, který je těžko uchopitelný v empirické rovině. Nicméně je tento koncept občas využíván jako úhrn hodnotových orientací příslušníků operacionalizovaných tříd. Marxistický filosof György Lukács se domnívá, že je možné stanovit alespoň základní typologii jednání, která je determinovaná určitou pozicí v rámci výrobního způsobu.
Postavení člověka ve společnosti a v rámci výrobního procesu ‒ jeho třída ‒ podmiňuje jeho třídní vědomí. Karl Marx však nehovoří o třídním vědomí jako o psychologickém pojmu. Třídní vědomí představuje určitý stav či instituci poskytující možnost historického jednání na celospolečenské úrovni a tím přesahuje samotné individuum.
Třídní vědomí je generováno objektivními okolnostmi. Vymezuje ho soubor objektivních proměnných závisejících na společensko-kulturních okolnostech, prostředí a životním stylu třídy. Třídní vědomí je jako teorie uváděno do praxe skrze organizované úsilí a politickou reprezentaci. Konečně musí vést k naplnění historické úlohy a emancipaci dané třídy. Podle Karla Marxe se třídní vědomí vyvíjí spontánně. Pozdější marxisté, jako Karl Kautsky nebo Vladimir Lenin, byli přesvědčeni o nutnosti cíleného zavedení třídního vědomí zvenčí – socialističtí intelektuálové a politická strana s vysoce rozvinutým třídním vědomím se stanou předvojem, který bude vzdělávat a vést proletariát k revoluci.
Třídní vědomí je vázáno na přechod z třídy o sobě na třídu pro sebe. Třída o sobě představuje úhrn jednotlivců s podobným vztahem k výrobním prostředkům, který však není schopen reflektovat své dějinné postavení a jedná pouze v souladu se svými bezprostředními zájmy. Jedinec projevuje pasivní sounáležitost ke své třídě. Naproti tomu třída pro sebe je aktivně zapojená do třídního boje, reflektuje své zájmy v širší dějinné perspektivě. Vnímá, že její zájmy jsou nevyhnutelně v opozici zájmům jiných tříd. Třída pro sebe se vyznačuje vyspělejším stupněm organizace a to se promítá i do prostředků, kterými vede ekonomický a politický boj. Proletariát nabude třídního vědomí právě tehdy, když se začne politicky organizovat, neboť to je jediná cesta k jejich emancipaci skrze svržení kapitalismu.
Třídní vědomí je prostoupeno míněním o dějinném místě a poslání třídy, např. vzestup buržoazní třídy je spojován s hesly „svoboda, rovnost, bratrství“. Pro třídní vědomí je klíčové, aby zrcadlilo dynamiku společenského vývoje, především třídní rozpory: proletářské třídní vědomí je nevyhnutelně v rozporu s buržoazním. V buržoazní společnosti jsou buržoazie a proletariát jediné třídní subjekty, jejichž existence je poutána na vývoj kapitalistického módu produkce a jež mají kapacitu organizovat společnost. Zájmy zbylých, marginálních tříd se proto neshodují s rozvojem společnosti, ať už s radikální změnou poměrů ‒ jako v případě zájmu proletariátu ‒ nebo rozvíjením stávajícího systému v případě buržoazní strategie.
Úloha vzestupu jakékoliv třídy je objektivní a pojí se s velkou společenskou a hospodářskou změnou. Podle Friedricha Engelse se v počáteční fázi třídní vědomí projevuje jen jako mlžné ponětí o rozporu mezi zájmy proletariátu a buržoazie. Dynamicky se s procesem třídní emancipace kvalitativně rozvíjí třídní vědomí. Stejně tak může degenerovat na nižší formy společně se stagnací třídy.

## Třídní uvědomění
V marxistické sociologii je rozlišováno mezi třídním vědomím a třídním uvědoměním.
Třídní uvědomění je výslednicí procesu, kdy se objektivní stav třídního vědomí a třídního zájmu stane ústřední v sebepojetí člověka. Z objektivního třídního vědomí se stane přímo subjektivní úmysl jednotlivce. Uvědomělý člen třídy je obeznámen se svým společenským postavením, třídním zájmem, ke své třídě je poután solidaritou.
Třídní uvědomění je využíváno téměř výhradně ve vztahu s dělnictvem a jeho historickým posláním. Podle Vladimira Lenina je vyšší forma uvědomění spojená s organizací a aktivizací strany, jež se orientuje na třídní boj a artikuluje nejen hospodářské, ale i politické požadavky dělnictva. Strategie emancipace spočívá v dobytí politické moci a zavedení diktatury proletariátu. V období diktatury proletariátu dojde k odstranění struktur kapitalistické společnosti.

### Použitá literatura
- LINHART, Jiří, Alena VODÁKOVÁ a Miloslav PETRUSEK. Velký sociologický slovník. Praha: Karolinum, 1996. ISBN 80-7184-311-3.
- LUKÁCS, György. History and class consciousness: studies in marxist dialectics. Cambridge, Massachusetts: M.I.T. Press, 1971cop. ISBN 0-262-12035-6.
- MARSHALL, Gordon. A dictionary of sociology. 2nd ed. Oxford: Oxford University Press, 1998. Oxford paperback reference. ISBN 0-19-280081-7.
- POPPER, Karl R. Otevřená společnost a její nepřátelé. II., Vzedmutí proroctví: Hegel, Marx a co následovalo. Druhé, revidované vydání. Praha: OIKOYMENH, 2015. Oikúmené. ISBN 9788072982615.
- WALKER, David M a Daniel GRAY. Historical dictionary of Marxism. Lanham, Md.: Scarecrow Press, 2007. Historical dictionaries of religions, philosophies, and movements. ISBN 978-0-8108-5458-1.

### Doporučená literatura
- ENGELS, Friedrich a MARX, Karl. Vybrané spisy ve dvou svazcích. Svazek 1, 2. Praha: Svoboda, 1950.
- LENIN, Vladimir Il'jič. Vybrané spisy ve dvou svazcích. Svazek 1, 2. Praha: Svoboda, 1951.
- STALIN, Iosif Vissarionovič. Ekonomické problémy socialismu v SSSR. Praha: Svoboda, 1952.